# Madison (Dakota del Sur)
Madison es una ciudad ubicada en el condado de Lake en el estado estadounidense de Dakota del Sur. En el Censo de 2010 tenía una población de 6.474 habitantes y una densidad poblacional de 541,87 personas por km².

## Geografía
Madison se encuentra ubicada en las coordenadas 44°0′22″N 97°6′31″O / 44.00611, -97.10861. Según la Oficina del Censo de los Estados Unidos, Madison tiene una superficie total de 11.95 km², de la cual 11.95 km² corresponden a tierra firme y (0%) 0 km² es agua.

## Demografía
Según el censo de 2010, había 6.474 personas residiendo en Madison. La densidad de población era de 541,87 hab./km². De los 6.474 habitantes, Madison estaba compuesto por el 94.52% blancos, el 0.7% eran afroamericanos, el 0.91% eran amerindios, el 1.11% eran asiáticos, el 0.05% eran isleños del Pacífico, el 1.27% eran de otras razas y el 1.45% pertenecían a dos o más razas. Del total de la población el 2.43% eran hispanos o latinos de cualquier raza.